# Flughafen Montréal-Trudeau

i7
i11
i13

Flughafendiagramm

Der Aéroport international Pierre-Elliott-Trudeau de Montréal (englisch Montréal-Pierre Elliott Trudeau International Airport, kurz Montréal-Trudeau, IATA-Code: YUL, ICAO-Code: CYUL) ist der am stärksten frequentierte Flughafen in der Provinz Québec und liegt gemessen am Passagieraufkommen und Flugbewegungen in Kanada auf Platz drei (nach Toronto-Pearson und Vancouver). Bis 2004 hieß der Flughafen Aéroport international de Montréal-Dorval. Er ist ein Drehkreuz von Air Canada und Air Transat.

## Bedeutung und Verkehrsanbindung

### Bedeutung

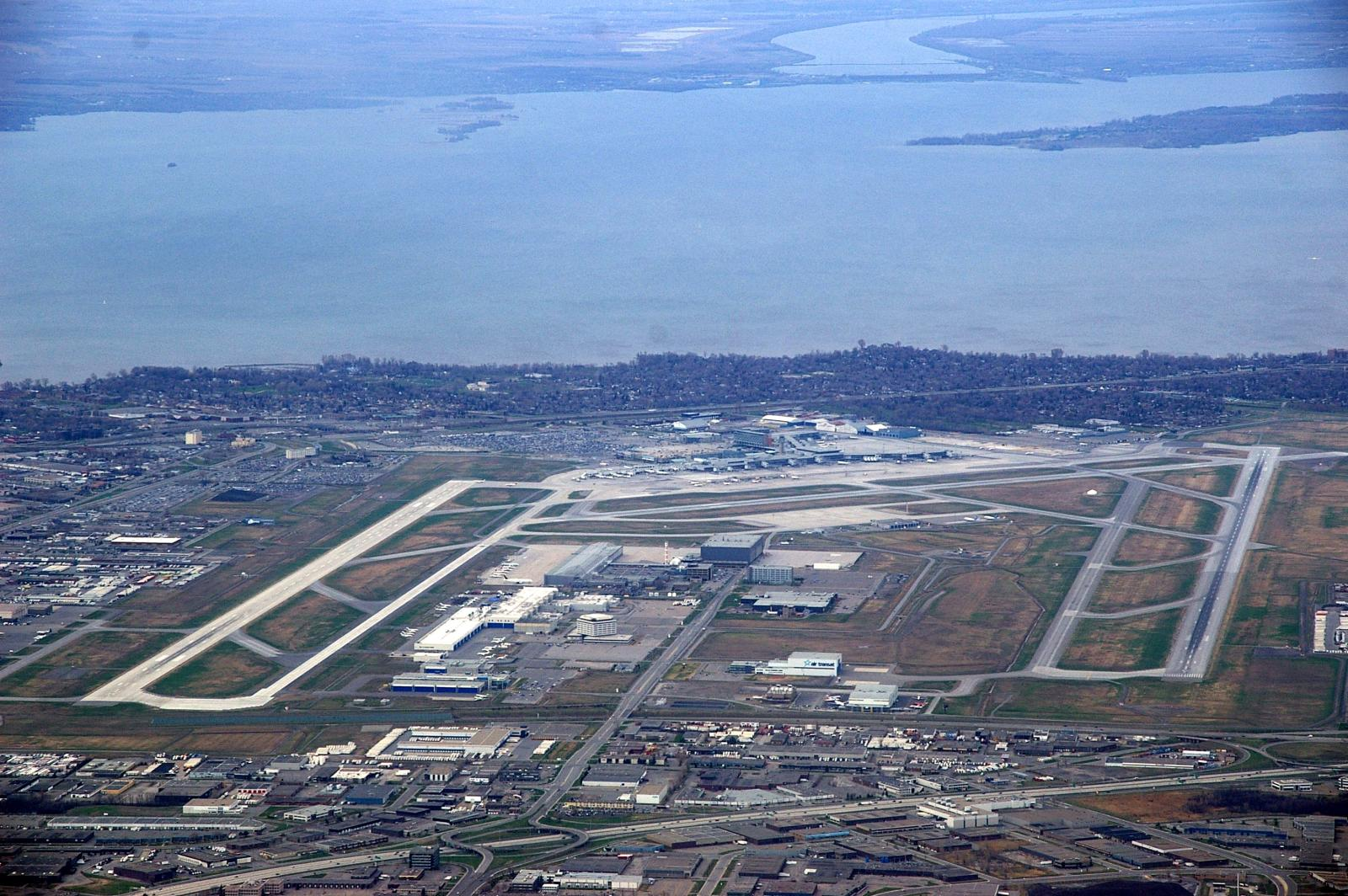
Ansicht des Flughafengeländes sowie des Sankt-Lorenz-Stroms

Der Flughafen ist ein Platz des National Airports Systems und befindet sich im Eigentum von Transport Canada. Betrieben wird er von „Aéroports de Montréal“.
Montréal-Trudeau ist der wichtigste kanadische Flughafen östlich der Großen Seen und bedient im direkten Einzugsgebiet über 4 Millionen Menschen. Durch seine geographische Lage ist YUL darüber hinaus überregionales Drehkreuz für Québec, die Atlantischen Provinzen sowie Ost-Ontario und das nördliche Neuengland.
Das Flughafengelände ist Hauptsitz und Produktionsstandort von Bombardier Aviation.

### Verkehrsanbindung

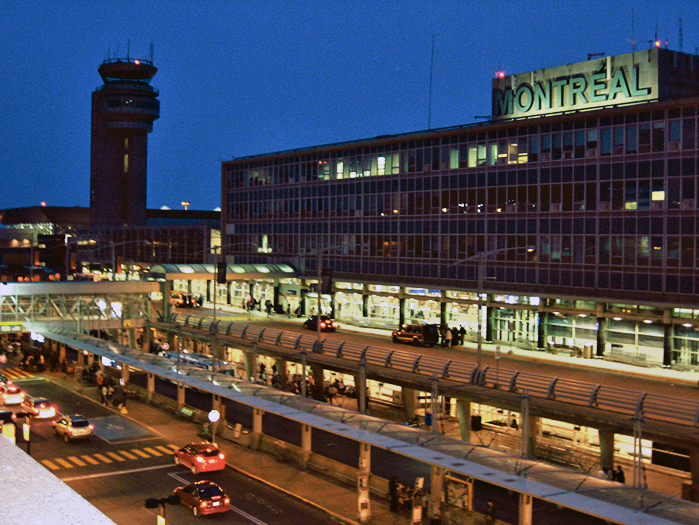
Der Flughafen in der Nacht

Der Flughafen liegt im Montréaler Vorort Dorval.
In unmittelbarer Nähe verlaufen die Autoroutes 13, 20, 40 (als Trans-Canada Highway) und 520.
Die Buslinie 747 der STM verbindet den Flughafen mit den Metrostationen Lionel-Groulx und Berri-UQAM sowie der Innenstadt. Regionale und nationale Busgesellschaften bieten Verbindungen nach Québec (Stadt), Gatineau, Trois-Rivières und der kanadischen Hauptstadt Ottawa in Ontario an.
Eine Anbindung an das Nahverkehrssystem Réseau express métropolitain ist für 2027 angestrebt.

## Geschichte

### 20. Jahrhundert

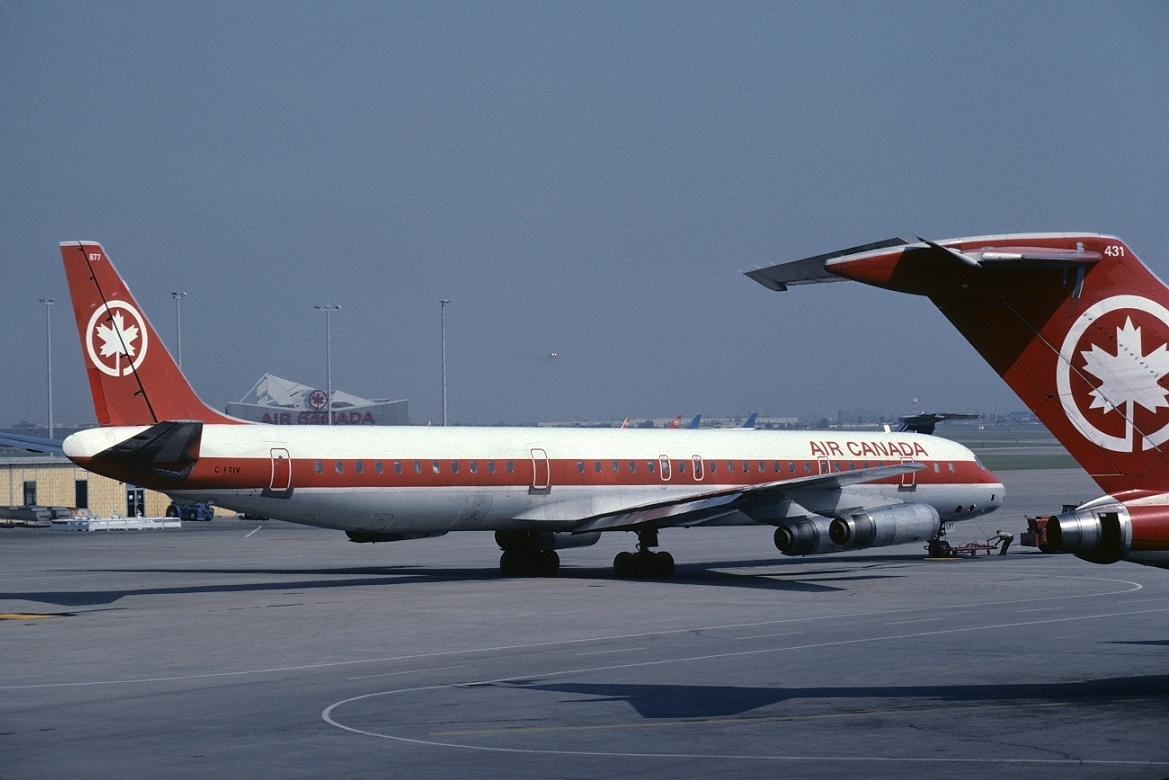
Eine McDonnell Douglas DC-8 der Air Canada auf dem Vorfeld (1982)

Unter dem Namen „Aéroport international de Montréal-Dorval“ wurde der Flughafen am 1. September 1941 eröffnet. Er war von Anfang an mit drei befestigten Bahnen ausgestattet. Im Zweiten Weltkrieg war er ein wichtiger Ausgangspunkt für militärische Versorgungsflüge nach Europa. Danach entwickelte er sich schnell zum wichtigsten Zivilflughafen in Kanada. Bereits Mitte der 1950er Jahre wurde die Zahl von einer Million Passagiere pro Jahr erreicht und 1960 auch schon die Zwei-Millionen-Grenze.
Obwohl der Flughafen im Zuge der Weltausstellung 1967 erweitert wurde, befürchtete die kanadische Bundesregierung unter Premierminister Pierre Elliott Trudeau, dass dem Flughafen in Anbetracht seines Wachstums sowie der bevorstehenden Olympischen Sommerspiele 1976 keine ausreichenden Flächenreserven zur Verfügung stehen. Man entschloss sich deshalb außerhalb Montréals den komplett neuen Flughafen Aéroport international Montréal-Mirabel auf einer Gesamtfläche von 392 km2 zu bauen.
Dieser Flughafen wurde am 29. November 1975 in Betrieb genommen. Als Folge verblieben in Montréal-Dorval nur noch nationale sowie US-Verbindungen. Auch die Schließung von Montréal-Dorval war damals geplant.
Zu Beginn der 1980er Jahre zeigte sich jedoch, dass sich der Flughafen Mirabel aus mehreren Gründen (siehe dort) zu einer gigantischen Fehlinvestition entwickelte. Erst stufenweise und seit 1997 vollständig wurden die internationalen Linienflüge wieder über Montréal-Dorval abgewickelt. Mirabel wurde für den Passagierverkehr zunehmend unbedeutend und wird heute vor allem als Frachtflughafen genutzt.

### 21. Jahrhundert

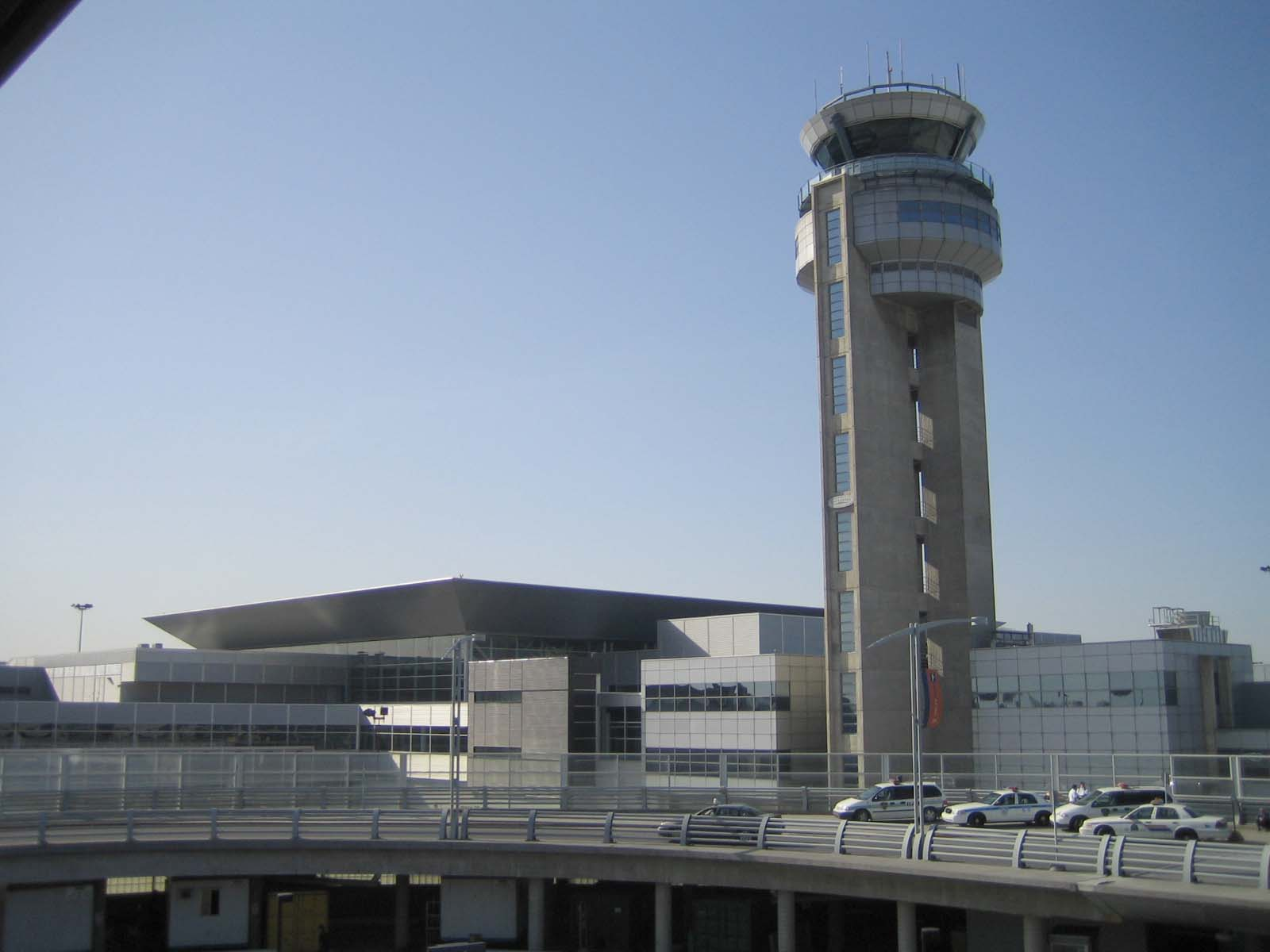
Der Tower des Flughafens

Am 11. September 2001 empfing der Flughafen unter Koordination der kanadischen Verkehrsbehörde sieben Flüge, die im Zuge von 9/11 umgeleitet werden mussten.
Mit Wirkung zum 1. Januar 2004 wurde der Flughafen zu Ehren des früheren Premierministers Pierre Elliott Trudeau auf seinen heutigen Namen umbenannt.
Seit dem Jahr 2000 ist der Flughafen mehrfach großzügig umgebaut, modernisiert und erweitert worden. So wurden unter anderem die Transborder Area für Verbindungen in die USA sowie der neue internationale Ankunftskomplex fertiggestellt. In diesem Terminalabschnitt befindet sich ein eigenständiger Bereich für Flüge in die USA, in dem die Abfertigung und Kontrolle durch die U.S. Customs and Border Protection (CBP) stattfindet, was einen reibungslosen Transfer bei Verbindungen in die USA ohne weitere Kontrollen bei der Einreise ermöglicht. Darüber hinaus sind eine neue Boarding Lounge, Verkaufsflächen sowie zusätzliche Gates in den Jahren 2011 bis 2016 im International Pier eröffnet worden.
Die Start- und Landebahn 10/28, welche von Mai 2018 an außer Dienst gestellt worden war, wurde im Juli 2023 dauerhaft in einen Taxiway umgewandelt.

## Verkehrszahlen
| Jahr | Fluggastaufkommen | Fluggastaufkommen | Fluggastaufkommen | Luftfracht (Tonnen) (mit Luftpost) | Flugbewegungen (mit Militär) |
| Jahr | National          | International     | Gesamt            | Luftfracht (Tonnen) (mit Luftpost) | Flugbewegungen (mit Militär) |
| ---- | ----------------- | ----------------- | ----------------- | ---------------------------------- | ---------------------------- |
| 2019 | 7.192.116         | 13.112.990        | 20.305.106        |                                    | 236.908                      |
| 2018 | 7.145.771         | 12.282.372        | 19.428.143        | 107.660                            | 240.159                      |
| 2017 | 6.919.682         | 11.245.471        | 18.165.153        | 110.667                            | 234.258                      |
| 2016 | 6.431.691         | 10.157.376        | 16.589.067        | 102.662                            | 225.203                      |
| 2015 | 5.874.944         | 9.642.438         | 15.517.382        | 88.967                             | 219.128                      |
| 2014 | 5.705.144         | 9.134.923         | 14.840.067        | 82.463                             | 217.949                      |
| 2013 | 5.408.671         | 8.686.654         | 14.095.325        | 84.426                             | -                            |
| 2012 | 5.333.749         | 8.476.071         | 13.809.820        | 92.040                             | -                            |
| 2011 | 5.225.786         | 8.443.043         | 13.668.829        | 93.800                             | -                            |
| 2010 | -                 | -                 | 12.971.229        | 112.000                            | -                            |
| 2009 | -                 | -                 | 12.224.534        | 85.567                             | -                            |
| 2008 | -                 | -                 | 12.813.320        |                                    | -                            |

## Zwischenfälle
- Am 1. Juni 1945 verunglückte eine Avro Lancastrian X der kanadischen Victory Aircraft (Luftfahrzeugkennzeichen CF-CMS) beim Start zu einem Testflug vom Flughafen Montréal-Dorval. Die Maschine schlug wieder auf der Startbahn auf und brannte aus. Die Tests dienten der Erprobung mit vier Merlin-85-Motoren in den Triebwerksverkleidungen der Avro Lincoln. Es gab keine Verletzten.[21]

- Am 11. Juli 1951 musste eine Lockheed 18-08A Lodestar der Firma Eaton's (CF-ETC) aufgrund eines Triebwerksbrands des Motors Nr. 1 (links) am Flughafen Montréal-Dorval notlanden. Aufgrund des Ausfalls der Bremsen wurde die Maschine von der Landebahn ins Gras gesteuert und dort durch Feuer zerstört. Beide Crewmitglieder überlebten.[22]

- Am 4. November 1959 entstand nach dem Start einer Douglas DC-4/C-54A-15-DC (F) der Wheeler Airlines (CF-ILI) vom Flughafen Montréal-Dorval zu einem Flug zum Hall Beach Airport ein Triebwerksbrand, vor dem die Besatzung nicht rechtzeitig gewarnt wurde. Die Triebwerkslöschanlage reichte dann zum Löschen nicht mehr aus. Beim Notsinkflug war die Tragflächenstruktur durch das Feuer bereits derart geschwächt, dass der linke Tragflächenholm durchbrach und die Maschine trudelnd zu Boden ging. Die DC-4 brach noch in der Luft auseinander. Alle fünf Besatzungsmitglieder kamen ums Leben (siehe auch Wheeler-Airlines-Flug 1658).[23]

- Am 29. November 1963 stürzte eine Douglas DC-8-54 der Trans-Canada Air Lines (CF-TJN) 19 km nordwestlich des Flughafens Montréal-Dorval fünf Minuten nach dem Start wegen eines Defekts in der Trimmung des Höhenruders ab. Alle 118 Menschen starben (siehe auch Trans-Canada-Air-Lines-Flug 831).[24]

- Am 5. Mai 1967 wurde eine CC-109 Cosmopolitan (Convair CV-540) der Royal Canadian Air Force (RCAF 11153) auf dem Flughafen Montréal-Dorval durch einen Brand irreparabel beschädigt. Personen kamen nicht zu Schaden.[25]